# Desmiostoma levinotum
Desmiostoma levinotum är en stekelart som först beskrevs av Charles Thomas Brues och Richardson 1913.  Desmiostoma levinotum ingår i släktet Desmiostoma och familjen bracksteklar. Inga underarter finns listade i Catalogue of Life.